# Russell Peters
Russell Dominic Peters (Brampton, Ontario; 29 de septiembre de 1970) es un humorista canadiense de ascendencia anglo-india. Su estilo de comedia se enfoca principalmente en su ambiente cultural así como también en varios estereotipos culturales y raciales.
Comenzó su carrera en Toronto en 1989, y desde entonces se ha presentado en varios continentes. Peters ha criticado a la industria canadiense de entretenimiento por no apoyar lo suficiente a los humoristas canadienses y por ser muy burocrática.

## Primeros años
Russell Peters nació y fue criado en Brampton (Ontario). Sus padres son Eric y Maureen Peters. Tiene un hermano mayor, Clayton, quien actualmente es su representante. Su familia es de ascendencia anglo-india y son católicos. Su fallecido padre nació en Bombay (la India) y trabajó como inspector federal de carnes; Peters lo menciona con frecuencia en sus rutinas humorísticas. Peters fue estudiante de la Escuela Secundaria Chinguancousy durante noveno y décimo grado, y la Escuela Secundaria North Peel en Bramalea en los grados 11 y 12.
 En la escuela fue víctima constante de bullying debido a sus raíces étnicas, y eventualmente comenzó a boxear, lo que lo ayudó a contrarrestar el acoso. Peters también se convirtió en aficionado a la música hip hop en su juventud, y para los años 1990 se convirtió en DJ con buenas conexiones en Toronto.

## Carrera

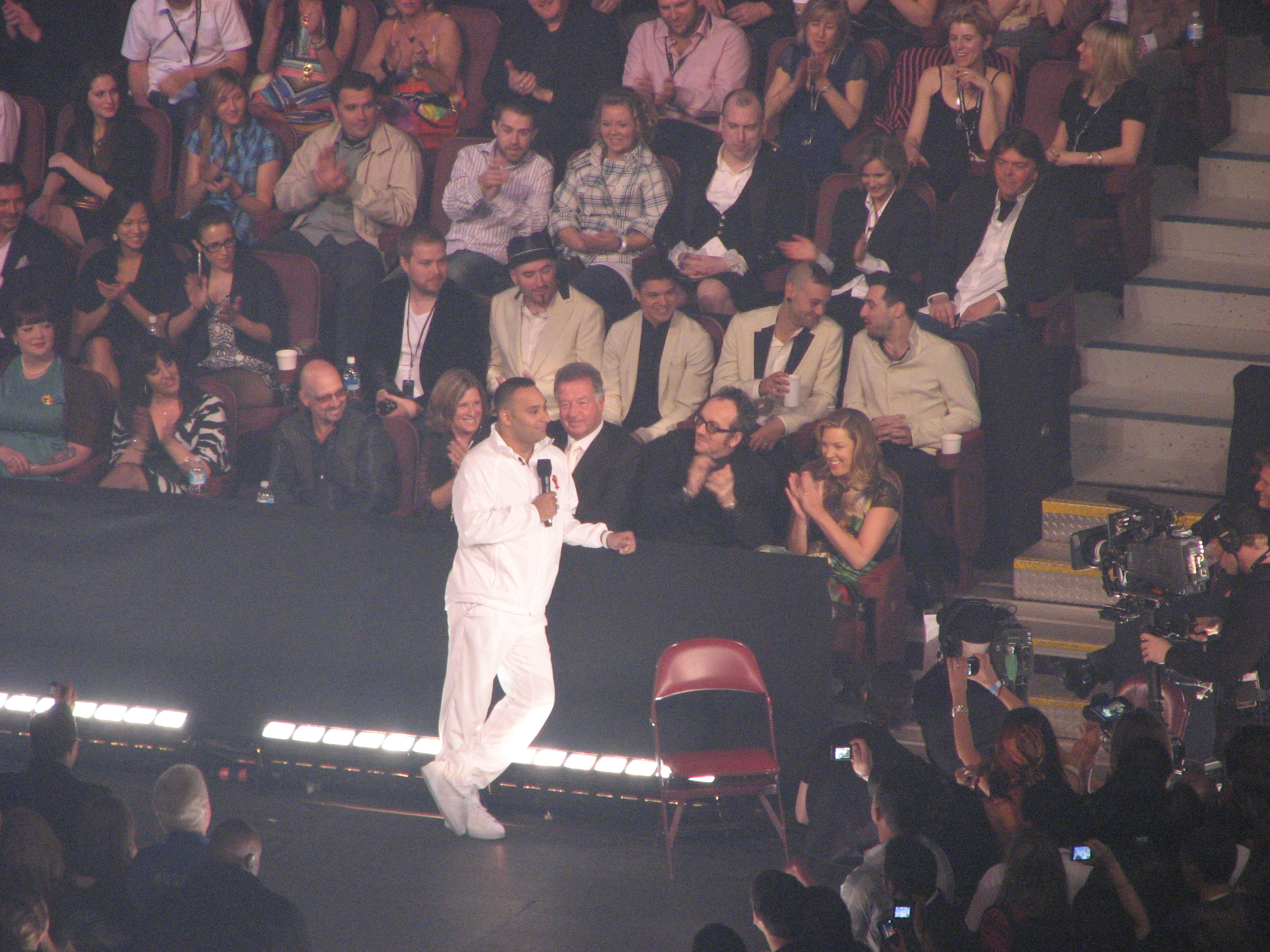
Russell Peters habla con Elvis Costello y Diana Krall en los Premios Juno 2009 en Vancouver, Columbia Británica, Canadá.

Comenzó su carrera de humorista en Toronto en 1989. Su popularidad se extiende a varios países, ya que también ha actuado en el Reino Unido, los Estados Unidos, Australia, Nueva Zelanda, Irlanda, Afganistán, Suecia, Sudáfrica, India, el Caribe, Filipinas, Vietnam, China, Hong Kong, Sri Lanka, Singapur, los Emiratos Árabes Unidos, Baréin, Jordania, Noruega, Líbano, Omán y Malasia, entre otros.
En 1992, conoció al comediante George Carlin, una de sus más grandes influencias, quien le aconsejó que haga presentaciones cuando pueda y donde pueda. Peters dijo: "Tomé su consejo al pie de la letra, y creo que es la razón por la cual estoy donde estoy hoy en día".
 En 2007, 15 años después, Russell fue anfitrión de uno de los últimos shows que realizó Carlin antes de su fallecimiento al año siguiente.
Peters atribuye la presentación que hizo en el programa de comedia canadiense Comedy Now! en 2004, la cual fue subida a YouTube y se volvió viral, como el punto de inflexión en su carrera. Pese a que el video de su presentación fue subido en su totalidad, más adelante se subieron varios videos cortos que mostraban por separado a los diferentes grupos culturales o étnicos a los que les tomaba el pelo. Según Peters, estos videos cortos llegaron a aquellas personas de estos distintos grupos culturales específicos, y fueron bien recibidos por ellos.

### Presentaciones destacadas
En Canadá, Peters se convirtió en el primer comediante en lograr llenar por dos veces el Air Canada Centre de Toronto, vendiendo más de 16.000 entradas en dos días para un solo show. Terminó vendiendo 30.000 entradas a nivel nacional en un periodo de dos días. Su show del 15 de mayo de 2010 en Sídney (Australia) contó con una audiencia de 13.880 personas, convirtiéndolo así en el show humorístico más grande en la historia de Australia. Rompió un récord de ventas en el O2 Arena de Londres en 2009 cuando vendió más de 16.000 entradas para su show. Las presentaciones de Russell Peters del 5 y el 6 de mayo de 2012 en Singapur también rompieron récords de audiencia para un show humorístico en el Singapur Indoor Stadium.
Fue el presentador del Festival de la Comedia en el Día de Canadá en 2006. Peters participó en un USO Tour de Irak, Afganistán, Alemania, África y Groenlandia en noviembre de 2007 junto con Wilmer Valderrama y Mayra Veronica. Peters también es productor y estrella del sitcom de radio Monsoon House en CBC Radio One.
Peters fue el anfitrión de la ceremonia televisada de los Premios Juno de 2008 en Calgary, el 6 de abril de 2008, presentación por la cual ganó un Premio Gemini por "Mejor Presentación o Anfitrión en un Programa o Serie de Variedades". La transmisión televisiva de los premios de 2008 recibieron el segundo rating más alto de la historia de los premios. En 2009 se le volvió a pedir que sea el anfitrión por segundo año consecutivo. Los Premios Juno de 2009 tuvieron lugar en Vancouver, el 29 de marzo de 2009.

### Publicaciones
Su primer álbum de comedia, Outsourced, salió al aire en Comedy Central el 26 de agosto de 2006. La versión en DVD incluye su presentación sin censura. El DVD ha sido muy popular, en especial en Canadá, en donde vendió más de 100.000 copias. Outsourced se mantuvo en la lista de DVD más vendidos incluso un año y medio después de su lanzamiento. Peters lanzó un segundo combo DVD/CD titulado Red, White and Brown (en español: Rojo, Blanco y Marrón) en Canadá el 30 de septiembre de 2008, y el 27 de enero de 2009 en Estados Unidos. El álbum fue grabado el 2 de febrero de 2008 en el Teatro WAMU del Madison Square Garden. Peters y su hermano Clayton financiaron y produjeron Red, White and Brown por su cuenta. En mayo de 2011 Peters lanzó "The Green Card Tour: Live from the O2 Arena", una presentación en vivo grabada en frente 30.000 personas en un periodo de dos noches en el O2 Arena en Londres, Inglaterra. El show fue dirigido por Dave Higby, quien también produjo Outsourced.
El 26 de octubre de 2010, Peters publicó su autobiografía, "Call Me Russell" (en español, "Llámame Russell"), escrita junto a su hermano Clayton y Dannis Koromilas.

### Ganancias
Según la revista Forbes, Peters ganó aproximadamente USD 15 millones entre junio de 2009 y junio de 2010, continuando su racha como uno de los comediantes mejor pagados luego de haber ganado aproximadamente USD 5 millones según el reporte del año anterior. Forbes lo ubica como el tercer comediante mejor pagado.

## Estilo humorístico
Las presentaciones en vivo de Russell Peters se basan en gran parte en comedia de observación, en donde utiliza el humor para resaltar estereotipos raciales, étnicos, culturales y de clase. Con frecuencia hace referencia a su propia experiencia de haber crecido en una familia india e imita los acentos (en inglés) de los diferentes grupos de los que habla en sus rutinas para tomarles el pelo. Peters dijo en una presentación de San Francisco: "Yo no creo los estereotipos, solo los veo". Utiliza su condición como miembro de una minoría para hacerse la burla de las diferentes razas en sus rutinas, pero según una entrevista que hizo con The National, no es su intención denigrar u ofender a ningún grupo, sino que trata de elevarlos a través de la comedia.
Peters es muy conocido por sus remates de chistes, "Somebody gonna get a hurt real bad!" (en español, "¡Alguien va a recibir una buena zurra!), en el cual cuenta una historia de su infancia en la que su tradicional padre indio utilizaba castigos corporales, y "Be a man!" (en español, "¡Sea hombre!"), en el cual un comerciante chino trata de hacerle comprar un artículo de su tienda.

## Discografía
- Outsourced (2006)
- Red, White and Brown (2008)
- The Green Card Tour: Live from the O2 Arena (2011)

## Filmografía

### Cine
| Año  | Título                                                    | Personaje                          | Notas                                |
| ---- | --------------------------------------------------------- | ---------------------------------- | ------------------------------------ |
| 1994 | Boozecan                                                  | Amigo de Snake                     |                                      |
| 2000 | Tiger Claws III                                           | Det. Elliot                        |                                      |
| 2004 | My Baby's Daddy                                           | Obstetra                           |                                      |
| 2006 | Quarter Life Crisis                                       | Dilip Kumar                        |                                      |
| 2007 | Let's All Hate Toronto                                    | Él mismo                           |                                      |
| 2007 | Heckler                                                   | Él mismo                           |                                      |
| 2008 | The Take                                                  | Dr. Sharma                         |                                      |
| 2008 | Senior Skip Day                                           | Tío Todd                           | Directo-a-vídeo                      |
| 2010 | The Con Artist                                            | Pogue                              |                                      |
| 2011 | Bobby Khan's Ticket to Hollywood                          | Jack, el administrador del almacén |                                      |
| 2011 | Source Code                                               | Max Denoff                         |                                      |
| 2011 | National Lampoon's 301: The Legend of Awesomest Maximus   | Pervius                            |                                      |
| 2011 | Breakaway                                                 | Sonu Singh                         |                                      |
| 2011 | New Year's Eve                                            | Chef Sunil                         | Segmento: "Jensen and Laura's Story" |
| 2012 | Girl in Progress                                          | Emile                              |                                      |
| 2012 | The History of Canadian Humour                            | Él mismo                           |                                      |
| 2012 | The Robot Giant                                           | Zork                               | Voz                                  |
| 2014 | Chef                                                      | Policía de Miami                   |                                      |
| 2014 | Ribbit                                                    | Deepak                             | Voz                                  |
| 2014 | Delivery                                                  | Él mismo                           |                                      |
| 2014 | Lennon or McCartney                                       |                                    |                                      |
| 2014 | Meet the Patels                                           |                                    |                                      |
| 2014 | Wings: Sky Force Heroes                                   | Jumbo / Boss Man                   | Voz                                  |
| 2014 | Wings: Sky Force Heroes - Bringing the Characters to Life | Él mismo                           | Corto                                |
| 2015 | Being Canadian                                            | Él mismo                           |                                      |
| 2016 | Fifty Shades of Black                                     | Dean Jordan                        |                                      |
|      | The Jungle Book                                           | Rocky, el rinoceronte indu         | Voz                                  |
| 2017 | Ripped                                                    | Harris                             |                                      |
| 2018 | The Clapper                                               | Stillerman                         |                                      |
| 2018 | Supercon                                                  | Keith Mahar                        |                                      |
| 2018 | Adventures in Public School                               | Sr. Germaine                       |                                      |
| 2020 | The Opening Act                                           | Randy                              |                                      |
| 2021 | The Outlaw Johnny Black                                   | Gran jefe                          |                                      |
| TBA  | Clifford the Big Red Dog                                  | Malik                              | Posproducción                        |
| TBA  | Street Justice                                            | Hasidic                            | Preproducción                        |
| TBA  | TCB Baby                                                  | Michael                            | Anunciado                            |

- The Legend of Awesomest Maximus – Pervius (2011)

### Televisión
| Año       | Título                                | Personaje                | Notas                                                                         |
| --------- | ------------------------------------- | ------------------------ | ----------------------------------------------------------------------------- |
| 1990      | Comedy at Club 54                     | Él mismo                 |                                                                               |
| 1997      | Comedy Now!                           |                          | "Show Me the Funny"                                                           |
| 1997      | Comics!                               |                          |                                                                               |
| 1997      | Just for Laughs                       |                          |                                                                               |
| 1999      | The Big Stage                         |                          | Episodio: #1.2                                                                |
| 2003      | Lord Have Mercy!                      | Ryan Sarma               |                                                                               |
| 2003–2008 | Just for Laughs                       | Él mismo                 | Episodio: fechado 11 de septiembre de 2005 y "Best of 2007: The 25th Edition" |
| 2004      | Comedy Now!                           |                          |                                                                               |
| 2005      | Royal Canadian Air Farce              |                          | Episodio: fechado a 7 de enero de 2005                                        |
| 2006      | CBC Winnipeg Comedy Festival          | Él mismo / Anfitrión     | Episodio: "No Place Like Home"                                                |
| 2007–2008 | Video on Trial                        | Él mismo / Juez invitado | T 3: #3.3                                                                     |
| 2008      | Juno Awards                           | Él mismo / Anfitrión     |                                                                               |
| 2008      | Def Comedy Jam                        | Él mismo                 | Episodio: #8.4                                                                |
| 2008      | Comics Without Borders                | Él mismo / Anfitrión     | Productor ejecutivo                                                           |
| 2009      | Juno Awards                           |                          |                                                                               |
| 2009      | Russell Peters Presents               | Anfitrión                |                                                                               |
| 2009      | Angelo Tsarouchas: Bigger Is Better   | N/A                      | Productor ejecutivo                                                           |
| 2010      | The Dating Guy                        | Él mismo                 | Voz. Episodio: "20,000 VJ's Under the Sea"(28 de noviembre de 2010)           |
| 2011      | 8 out of 10 Cats                      |                          | Episodio: #12.9                                                               |
| 2011      | 26th Annual Gemini Awards             | Él mismo / Anfitrión     |                                                                               |
| 2011      | A Day in the Life                     | Él mismo                 | Episodio: "Russell Peters" (T 1, Epi 2)(24 de agosto de 2011)                 |
| 2011      | A Russell Peters Christmas Special    | Él mismo / Anfitrión     | Productor ejecutivo / productor / Escritor                                    |
| 2012      | Red Light Comedy: Live from Amsterdam |                          |                                                                               |
| 2012      | Are We There Yet?                     | Toby Palmer              | Episodio: "The Nick Gets an Assistant Episode"                                |
| 2013      | Mr. D                                 | Jody Green               | Episodio: "Gerry's Evaluation" (Epi 2.1)                                      |
| 2013      | Who Gets the Last Laugh?              | Él mismo                 | Episodio: "Gregg "Opie" Hughes vs. Russell Peters vs. Paul Rodriguez"         |
| 2013      | Off Season: Lex Morrison Story        | Romulus                  | Película de televisión                                                        |
| 2013      | Russell Peters Vs. the World          | Él mismo                 | Docu-serie                                                                    |
| 2014      | Last Comic Standing                   | Él mismo / Juez          | (T 8)                                                                         |
| 2014      | Grumpy Cat's Worst Christmas Ever     | Santa                    | Voz                                                                           |
| 2015      | Just for Laughs: 15 Years of Gags     | Él mismo                 |                                                                               |
| 2015      | World's Funniest                      | Él mismo / Panelista     | Episodio: "Gravity: It Kinda Sucks"                                           |
| 2015      | Spun Out                              | Ray                      | Episodio: "My Brother's Speaker"                                              |
| 2015      | Codename: Dragon                      | Hacker Ted               | Película de televisión. Coproductor                                           |
| 2015      | Royal Canadian Air Farce              | Dr. Malcolm Sidwell      | Episodio: "Air Farce New Year's Eve 2015"                                     |
| 2016      | Family Guy                            | Padre de Padma           | Episodio: "Road to India"                                                     |
| 2016      | BoJack Horseman                       | Conductor                | Voz. Episodio: "The BoJack Horseman Show"                                     |
| 2016      | Life in Pieces                        | Dr. Tak Oh               | 2 Episodios                                                                   |
| 2016–2020 | Hip-Hop Evolution                     | N/A                      | 16 Episodios. Productor ejecutivo                                             |
| 2016      | This Is Not Happening                 | Él mismo                 | Episodio: "Adventure"                                                         |
| 2016      | Dying Laughing                        |                          |                                                                               |
| 2016      | Lip Sync Battle                       |                          | Episodio: "CeeLo Green vs. Russell Peters"                                    |
| 2017      | Howie Mandel All-Star Comedy Gala     |                          |                                                                               |
| 2017      | Juno Awards                           | Él mismo/coanfitrión     |                                                                               |
| 2017      | Wild 'n Out                           | Él mismo                 |                                                                               |
| 2017      | The Problem with Apu                  |                          | Documental                                                                    |
| 2017      | Big in Finland                        |                          | Episodio 4: "Näyttiks se siltä et mul on iso kyrpä?"                          |
| 2017      | Man of a Funny Age                    |                          |                                                                               |
| 2017      | The Indian Detective                  | Doug D'Mello             | Productor ejecutivo                                                           |
| 2018      | A Little Help with Carol Burnett      | Coanfitrión              |                                                                               |
| 2019      | Corner Gas Animated                   | Gavin                    | Voz. Episodio: "Bush League" (T2, Epi 8)                                      |
| 2020      | Gander                                | Él mismo                 |                                                                               |
| TBA       | Roast Battle Canada                   | Él mismo / Juez          |                                                                               |

- The Jack Docherty Show (28 de enero de 1999)
- The 4th Annual Canadian Comedy Awards (2003)
- The 5th Annual Canadian Comedy Awards (2004: Nominee for Male Stand-up)
- Royal Canadian Air Farce (7 de enero de 2005)
- Just for Laughs (11 de septiembre de 2005)
- CBC Winnipeg Comedy Festival (15 de abril de 2006: Host)
- Comics Unleashed (Episodio #1.6) (2006)
- Video on Trial (Episodio #3.3) (2007)
- Pulse: The Desi Beat (Episodio #1.9) (2007)
- Just for Laughs (Best of 2007: The 25th Edition) (2008)
- 2008 Juno Awards (2008: Host)
- Def Comedy Jam (Episodio #8.4) (2008)
- The Tonight Show with Jay Leno (Episodio #16.33) (2008)
- The Hour (18 de septiembre de 2008)
- The 9th Annual Canadian Comedy Awards (2008: Winner for Best Large Venue Stand-up)
- The Late Late Show with Craig Ferguson (Episodio #5.96) (2009)
- The 10th Annual Canadian Comedy Awards (2009)
- Cedric the Entertainer's Urban Circus (2010)
- The Hour (Episodio #7.26) (2010)
- 42nd NAACP Image Awards (2011)
- Lopez Tonight (26 de mayo y 11 de agosto de 2011)
- The Green Room with Paul Provenza (Episodio #2.7 & #2.8) (2011)
- George Stroumboulopoulos Tonight (Episodio #8.9 & #8.23) (2011)
- The Marilyn Denis Show (Episodio #1.99 & #2.51) (2011)
- George Stroumboulopoulos Tonight (Episodio #8.102) (2012)
- Bob's Burgers (Episodio #2.7: "Moody Foodie") (2012)
- The Burn with Jeff Ross (Episodio #1.2) (2012)

## Especiales de comedia
| Año  | Título                                      | Etiqueta / Compañía  | Notas                                             |
| ---- | ------------------------------------------- | -------------------- | ------------------------------------------------- |
| 2006 | Two Concerts... ...One Ticket               | Video Service Corp.  | "Show Me The Funny" (1997) y "Comedy Now!" (2004) |
| 2006 | Outsourced                                  | Warner Bros. Records | Productor ejecutivo                               |
| 2008 | Red, White and Brown                        | Warner Music Canada  |                                                   |
| 2011 | The Green Card Tour: Live from the O2 Arena |                      |                                                   |
| 2013 | Notorious                                   | Netflix              |                                                   |
| 2016 | Almost Famous                               |                      |                                                   |
| 2020 | Deported                                    | Amazon Prime Video   |                                                   |

## Libros
- Call Me Russell (2010, Random House Digital, Inc.) – ISBN 0-385-66965-8

## Premios y nominaciones
| Año  | Otorga                                                            | Premio                                                                | Trabajo                                                                                                  | Resultado |
| ---- | ----------------------------------------------------------------- | --------------------------------------------------------------------- | --- | --------- |
| 1997 | Gemini Award                                                      | Mejor desempeño en un Programa de Comedia o Serie                     | Comics!                                                                                                  | Nominado  |
| 2003 | Canadian Comedy Award                                             | Mejor Stand-Up masculino                                              | Russell Peters                                                                                           | Nominado  |
| 2004 | Canadian Comedy Award                                             | Mejor Stand-Up masculino                                              | Russell Peters                                                                                           | Nominado  |
| 2004 | Gemini Award                                                      | Mejor desempeño individual en un Programa de Comedia o Serie          | Comedy Now!                                                                                              | Nominado  |
| 2007 | Canadian Comedy Award                                             | Premio Dave Broadfoot                                                 | Russell Peters                                                                                           | Ganó      |
| 2008 | Canadian Comedy Award                                             | Comedia Canadiense Persona del Año                                    | Russell Peters                                                                                           | Nominado  |
| 2008 | Canadian Comedy Award                                             | Mejor Stand-Up en lugar grande                                        | Russell Peters                                                                                           | Ganó      |
| 2008 | Gemini Award                                                      | Mejor desempeño o Anfitrión en un Programa de variedad o Serie        | Juno Awards – como Anfitrión                                                                             | Ganó      |
| 2009 | Canadian Comedy Award                                             | Comedia canadiense Persona del Año                                    | Russell Peters                                                                                           | Nominado  |
| 2009 | Gemini Award                                                      | Mejor desempeño o Anfitrión en Programa de Variedad o Serie           | Juno Awards – como Anfitrión                                                                             | Nominado  |
| 2010 | Canadian Comedy Award                                             | Comedia Canadiense Persona del Año                                    | Russell Peters                                                                                           | Nominado  |
| 2011 | Canadian Comedy Award                                             | Comedia Canadiense Persona del Año                                    | Russell Peters                                                                                           | Nominado  |
| 2012 | Canadian Comedy Award                                             | Mejor guion en un Programa de televisión o Serie                      | A Russell Peters Christmas Special – con Clayton Peters, Luciano Casimiri, Kristeen von Hagen, Jean Paul | Nominado  |
| 2013 | Gemini Award                                                      | Mejor guion en una Variedad o bosquejo de Programa de Comedia o Serie | | Nominado  |
| 2013 | Association of South Asians in Media, Marketing and Entertainment | Premio Trailblazer Award                                              | Él mismo                                                                                                 | Ganó      |
| 2016 | Peabody Award                                                     | Premio Peabody Award                                                  | Hip-Hop Evolution – como productor                                                                       | Ganó      |
| 2017 | International Emmy Award                                          | Mejor Programación de Artes                                           | | Ganó      |